# Dan Farcaș
Dan D. Farcaș (tên khai sinh: Dezideriu Dan Farcaș; sinh ngày 1 tháng 4 năm 1940 tại Reșița) là một nhà toán học, nhà khoa học máy tính, nhà văn, nhà nghiên cứu về hiện tượng UFO và nền văn minh ngoài Trái Đất người România.

## Tiểu sử
Dan Farcaș tốt nghiệp Khoa Toán học và Vật lý ở Timișoara. Ông có bằng tiến sĩ toán học tại Đại học Bucharest. Năm 1962, ông là nhà khoa học máy tính phụ trách việc giám sát máy tính điện tử MECIPT-1 tại Viện Bách khoa Timișoara, đồng thời đây còn là nơi mà ông cho tiến hành những đợt mô phỏng mạng nơ-ron đầu tiên ở România. Năm 1968, ông lên làm lãnh đạo và thực hiện các dự án máy tính lớn tại CEPECA, song song với việc giảng dạy khóa học về khoa học máy tính cho nhóm học viên đến từ các trường đại học ở România.
Năm 1990, ông giữ chức giám đốc Viện Quản lý România, giám đốc và phó giám đốc Trung tâm Máy tính và Thống kê Y tế, cố vấn tạm thời của Tổ chức Y tế Thế giới và là chuyên gia Ủy ban Châu Âu về Tin học hóa Chăm sóc Sức khỏe ở România. Năm 1993, ông được bầu làm thành viên chính thức của Viện Hàn lâm Khoa học Y tế România, và trong giai đoạn 1991–2010 đảm nhận chức phó chủ tịch Hiệp hội Tin học Y tế România. Năm 2013, ông được bầu làm thành viên của Ủy ban Lịch sử và Triết học Khoa học và Công nghệ România thuộc Viện Hàn lâm România.
Dan Farcaș được tỉnh Reșița phong tặng danh hiệu công dân danh dự vào năm 2006. Kể từ năm 1966, ông gây được ít nhiều tiếng vang khi tự mình xuất bản các câu chuyện khoa học viễn tưởng. Từ năm 1998–2011, ông là Phó Chủ tịch và Chủ tịch Hiệp hội Nghiên cứu Hiện tượng Không trung Không xác định (ASFAN). Ngoài ra còn là thành viên sáng lập Trung tâm Nghiên cứu Khoa học Biên giới thuộc Ủy ban România UNESCO năm 2006.
Dan Farcaș đã xuất bản hơn 30 cuốn sách về các lĩnh vực như khoa học máy tính, toán học, tiểu luận, UFO học và hồi ký. Ông còn cho công bố hơn 1.200 bài viết đăng trên báo, tạp chí chủ yếu viết về hiện tượng UFO, đồng thời từng tham gia nhiều chương trình phát thanh và truyền hình kể cả ở nước ngoài. Cuốn sách Informatica Medicală mà ông là đồng tác giả được Viện Hàn lâm România trao Giải thưởng Gheorghe Marinescu năm 1991.

## Ấn phẩm
- Ce limbaje cunosc calculatoarele electronice? (NXB Didactică și Pedagogică, Bucharest, 1971)
- Calculatorul electronic și gândirea umana (NXB Albatros, Bucharest, 1978)
- De ce tac civilizațiile extraterestre? (NXB Albatros, Bucharest, 1983)
- Automate aleatoare cu utilități (NXB Științifică și Enciclopedică, Bucharest, 1987)
- Cui i-e frica de calculatorul electronic? (NXB Albatros, Bucharest, 1987)
- Informatica medicală (đồng tác giả, NXB Medicală, Bucharest, 1988)
- Extratereștrii printre noi? (NXB pentru Turism, Bucharest, 1991)
- Sinergetica gândirii (NXB All, Bucharest, 1994)
- Sfidarea extraterestră (NXB RAI Coresi, Bucharest, 1995)
- Întâlniri de gradul IV (NXB Teora, Bucharest,1996; ấn bản thứ hai của NXB Miracol, Bucharest, 1997)
- Introducerea și comentariile la Cartea lui Enoh (NXB Miracol, Bucharest, 1997)
- OZN-uri de pe celălalt tărâm (NXB Teora, Bucharest, 1999)
- În pragul invaziei extraterestre (NXB Bogdana, Bucharest, 2002)
- Enigma OZN (NXB Nemira, Bucharest, 2003)
- Răpiți de extratereștri (NXB cartea de buzunar, Bucharest, 2003)
- OZN – obsesia generalilor (NXB cartea de buzunar, Bucharest, 2003)
- Extratereștrii și religia (NXB cartea de buzunar, Bucharest, 2005)
- Hoinărind prin Reșița pierdută (NXB TIM, Reșița, 2006, ed2 2008, ed3 2010)
- Supercivilizații în Cosmos (NXB pentru Știință S.I.T., Bucharest, 2007)
- Labirintul Cunoașterii (NXB Paideia, Bucharest, 2009)
- Gândirea pluralistă (NXB Tiparg, Pitești,2014)
- Informatica de sănătate din România, 50 de ani de istorie trăită (NXB Universitară "Carol Davila", Bucharest, 2014)
- OZN - extratereștrii pregătesc invazia? (viết chung với Emil Străinu, NXB Triumf, Bucharest, 2014)
- OZN - răpirile extraterestre (viết chung với Emil Străinu, NXB Triumf, Bucharest, 2015)
- Fapte și Răspântii (NXB TIM, Reșița, 2015)
- UFOs over Romania (Flying Disk Press, Anglia, 2016)
- Marea Spirală așteaptă (NXB TIM, Reșița, 2016)
- OZN-uri deasupra Romaniei (NXB Lifestyle, Bucharest, 2017)
- Enigma lumilor paralele (NXB Școala Ardeleană, Cluj-Napoca, 2017)
- În așteptarea luminii (NXB TIM, Reșița, 2018)
- UFOs uber Rumanien (NXB Ancient Mail Verlag, Germania, 2018)
- Hyper-civilizations An Answer to ET Contacts on Earth (NXB Flying Disk Press, Anglia, 2019)
- OVNIs sobre Rumania (NXB Flying Disk Press Latam, Argentina, 2019)
- OZN azi - Pentagonul recunoaște. Fenomene Aerospațiale Neidentificate: Mărturii, dovezi și confirmări oficiale (NXB Dharana, Bucharest, 2020)